# Eupithecia relaxata
Eupithecia relaxata là một loài bướm đêm trong họ Geometridae.